# El tren de la vida
El Tren de la Vida es el tercer álbum de estudio discográfico de la agrupación mexicana Playa Limbo y que se lanzó a principios de mayo del 2012 a través de la discográfica de Promotodo México. El álbum contiene un total de 10 canciones de las cuales destacan 3 de estás como sencillos oficiales del disco.
En una entrevista que se le hizo a la agrupación, mencionaron que el primer sencillo se llamaba "Imaginarte" y el vídeo musical se lanzó primeramente en el canal de videos musicales Telehit días antes que en YouTube. La canción "Calendario" fue lanzada en septiembre del 2012 como el segundo sencillo oficial del álbum así como también el vídeo oficial del tema. Por último el tema "Que bello" y versión cover de la cantante colombiana Margarita la Diosa de la Cumbia se lanzó como el tercer y último sencillo del álbum para diciembre de ese mismo año.

## Lista de canciones
1. "Imaginarte" (3:37)
2. "Desilusión" (3:26)
3. "Nadie Nos Ve" (3:28)
4. "Tan Alto, Tan Lejos" (3:14)
5. "Calendario" (3:13)
6. "Dejarte Ir" (3:16)
7. "Qué Bello" (3:35)
8. "La Sombra De Tu Corazón" (3:36)
9. "Novia De Rancho" (2:52)
10. "Un Instante (Tren De La Vida)" (3:19)